# Zachariasz Niemczewski
Zachariasz Niemczewski (ur. 1766 w Rosieniach, zm. 10 grudnia 1820 w Wilnie) – polski profesor matematyki na Cesarskim Uniwersytecie Wileńskim.
W 1788 otrzymał stopień doktora filozofii i nauk wyzwolonych. Od 1794 wykładał matematykę na Uniwersytecie Wileńskim. W 1797 wyjechał na dalsze studia we Włoszech, Francji i Szwajcarii. Do Wilna powrócił w 1806, profesorem nadzwyczajnym został w 1809, zwyczajnym w 1810. W latach 1813–1817 był cenzorem ksiąg, a w latach 1817-1820 dziekanem oddziału nauk fizycznych i matematycznych Uniwersytetu Wileńskiego. Pod pseudonimem "Kielus" działał w Towarzystwie Szubrawców. Pochowany na cmentarzu Bernardyńskim w Wilnie.